# Fågel Grip

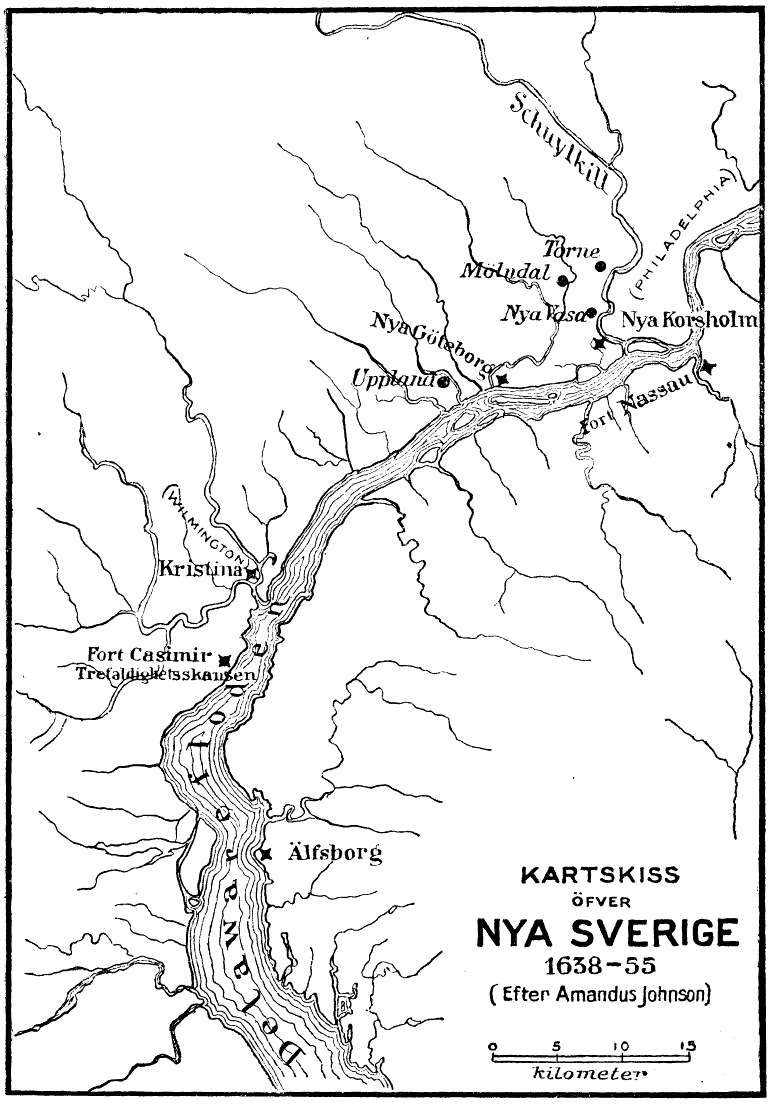
Fågel Grips landstigningsområde i Nya Sverige.

Fågel Grip eller Fogel Grip var ett svenskt segelfartyg som 1638 tillsammans med Kalmar Nyckel transporterade den första gruppen av de svenska kolonisterna till Nya Sverige. Denna expedition blev fartygets enda transatlantiska resa.

## Om fartyget
Endast lite är känt om fartyget. Fågel Grip var en fullriggad segelskuta, troligen en pinass, med en längd på 33 meter  och byggd i början på 1600-talet i Nederländerna. Därefter inköptes fartyget 1636 eller 1637 av Sverige till Skeppskompaniet som senare slogs ihop med Söderkompaniet.

## Expeditionen till Nya Sverige
Expeditionen till Nordamerika förbereddes i största hemlighet av rädsla för Holländska Västindiska Kompaniet som då dominerade området. Halva manskapet bestod av svenskar och övriga var holländare, befälen var huvudsakligen holländare.
I slutet av 1637 lämnar expeditionen med 24 utvandrare (23 militärer och 1 bokhållare) under ledning av holländske Peter Minuit hamnen i Göteborg. Kapten på Fågel Grip var Adrian Jöransen och Jan Hindricksen van der Water var kapten på Kalmar Nyckel, den svenska gruppen leddes av löjtnant Måns Nilsson Kling.
På Nordsjön drabbades expeditionen av en storm, fartygen kom ifrån varandra och tvingades till uppehåll och reparationer i Texel i Holland, Fågel Grip anlöpte hamnen en vecka efter Kalmar Nyckel. Först på nyårsdagen 1638 kunde man fortsätta resan över Atlanten via Kanarieöarna och man nådde Delawareviken nära dagens Wilmington, Delaware i mars 1638.
1638 återkom Fågel Grip till Nya Sverige från St Kitts med ytterligare en kolonisatör, den frie angolanske slaven Anthony Swartz. och avgick därefter hem mot Sverige  cirka 3 veckor före Kalmar Nyckel som färdas via St Christofferön där Minuit omkommer under en storm. Fågel Grips last bestod av pälsar och tobak, men troligen ägnade fartygets besättning sig även åt piratverksamhet gentemot spanska fartyg.
I augusti 1639 gick Fågel Grip sedan under en storm på grund i Göteborgs hamn och lämnades åt sitt öde efter att ballasten och kanonerna bärgats.
Året 1938 gav Postverkets Frimärkstryckeri ut en frimärksserie till 200-årsminnet av Nya Sverige där Fågel Grip och Kalmar Nyckel avbildades, serien utgivningsdatum var den 8 april 1938. En modell av fartyget finns i Gloria Dei (Old Swedes') kyrkan i Philadelphia.